# Emma Wikén
Emma Wikén (n. 1 mai 1989, Åsarna⁠(d), Comitatul Jämtland, Suedia) este o schioară de fond ce a reprezentat Suedia, medaliată olimpică. A participat la o ediție a Jocurilor Olimpice (2014) în care a câștigat o medalie de aur.